# La Vieille
La Vieille (svensk titel: Gumman eller Ålderdom och älskvärdhet), komedi i två akter av Eugène Scribe och Germain Delavigne. Den översattes till svenska av G. Norstedt och Magnus Martin af Pontin. 

## Historik
La Vieille är en komedi i två akter av Eugène Scribe och Germain Delavigne.

### Sverige
Komedin översattes fritt till svenska av G. Norstedt och fick titeln Ålderdom och älskvärdhet. Den framfördes 19 gånger mellan 16 maj 1836 och 13 juni 1846 på Djurgårdsteatern. Den 16 och 22 januari 1856 framfördes den på Mindre teatern. Den översattes senare fritt till en akt av Magnus Martin af Pontin och fick titeln Gumman eller Ålderdom och älskvärdhet. Komedin framfördes 14 gånger mellan 27 oktober 1842 och 27 juni 1859 på Gustavianska operahuset. Vid samma tillfälle framfördes operakomedin Alphyddan.

## Roller
| Roller                                   | Stämma | Premiärbesättningen på Gustavianska operahuset den 16 maj 1836 (Dirigent: - ) |
| ---------------------------------------- | ------ | ----------------------------------------------------------------------------- |
| Grevinnan Subow                          |        |                                                                               |
| Emil, fransk officer, fången i Ryssland  |        |                                                                               |
| Leonard, målare, fransman, Emils vän     |        |                                                                               |
| Peteross, fogde på grevinnan Subows gods |        |                                                                               |